# Goliath (marque automobile)
Pour les articles homonymes, voir Goliath.

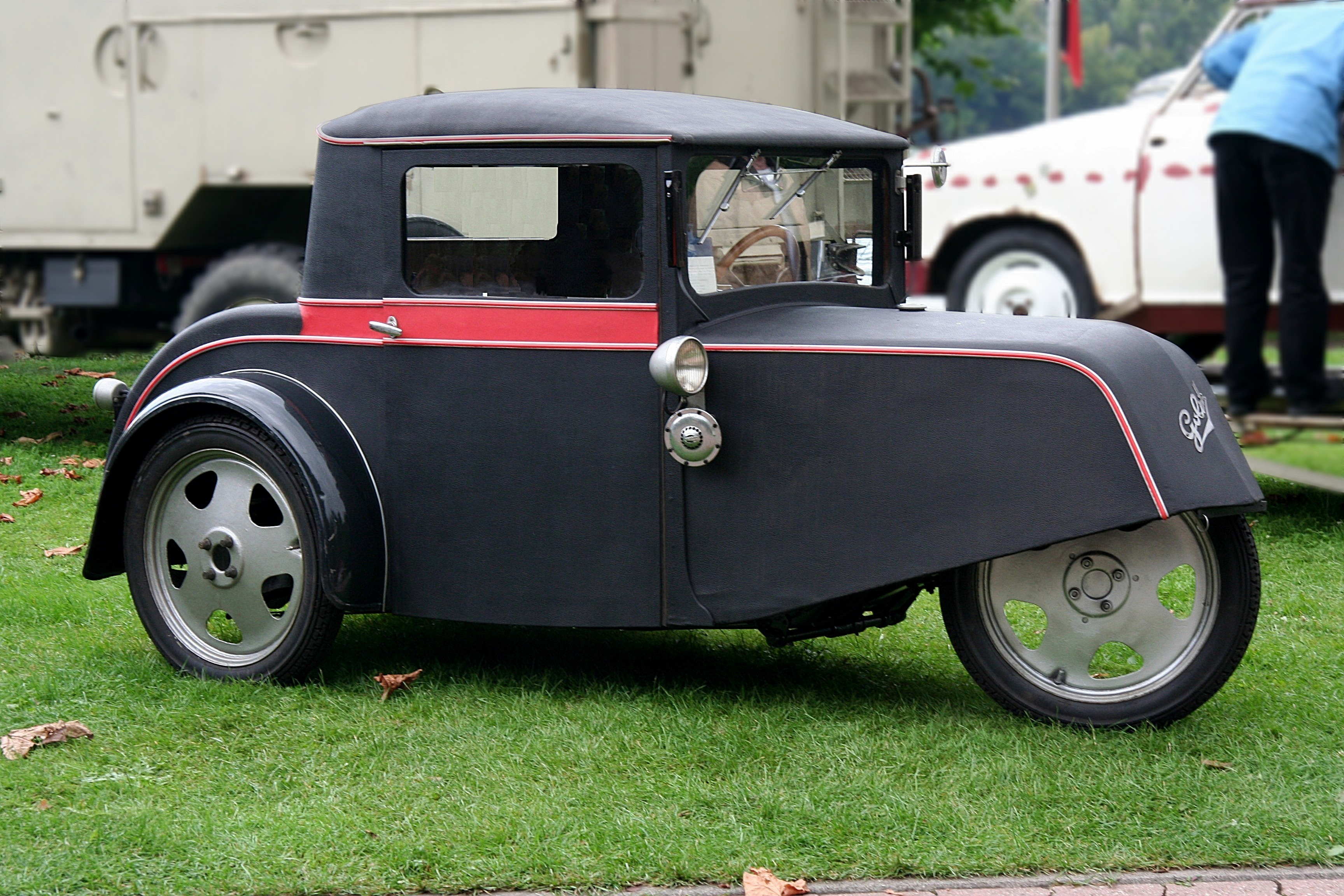
Goliath Pionier

Goliath est une marque de voitures allemandes construites entre 1928 et 1961 au sein du groupe Borgward. Goliath était basé à Brême and spécialisé dans les voitures à trois roues, les camions et les voitures de taille moyenne.

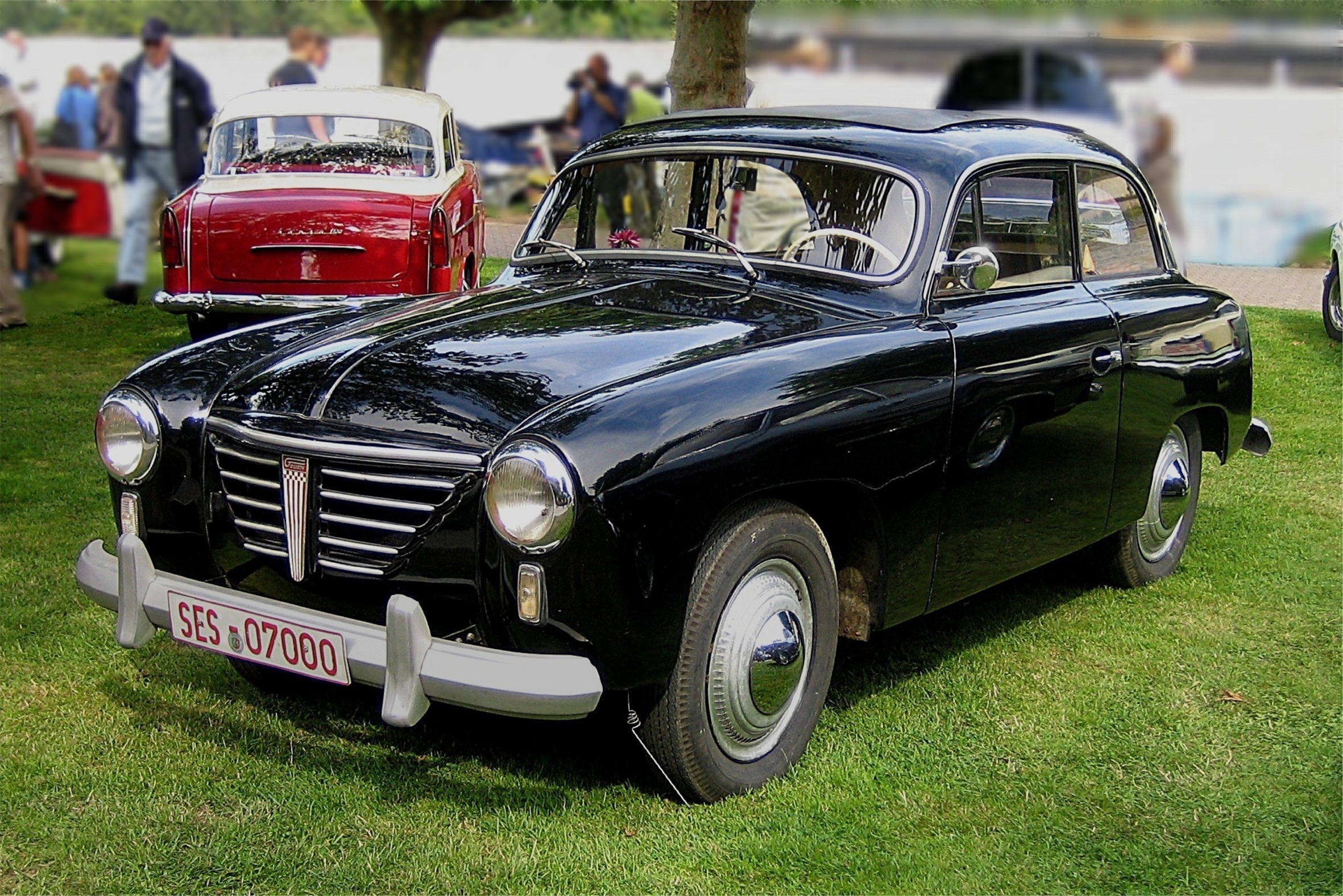
Goliath GP 700 V

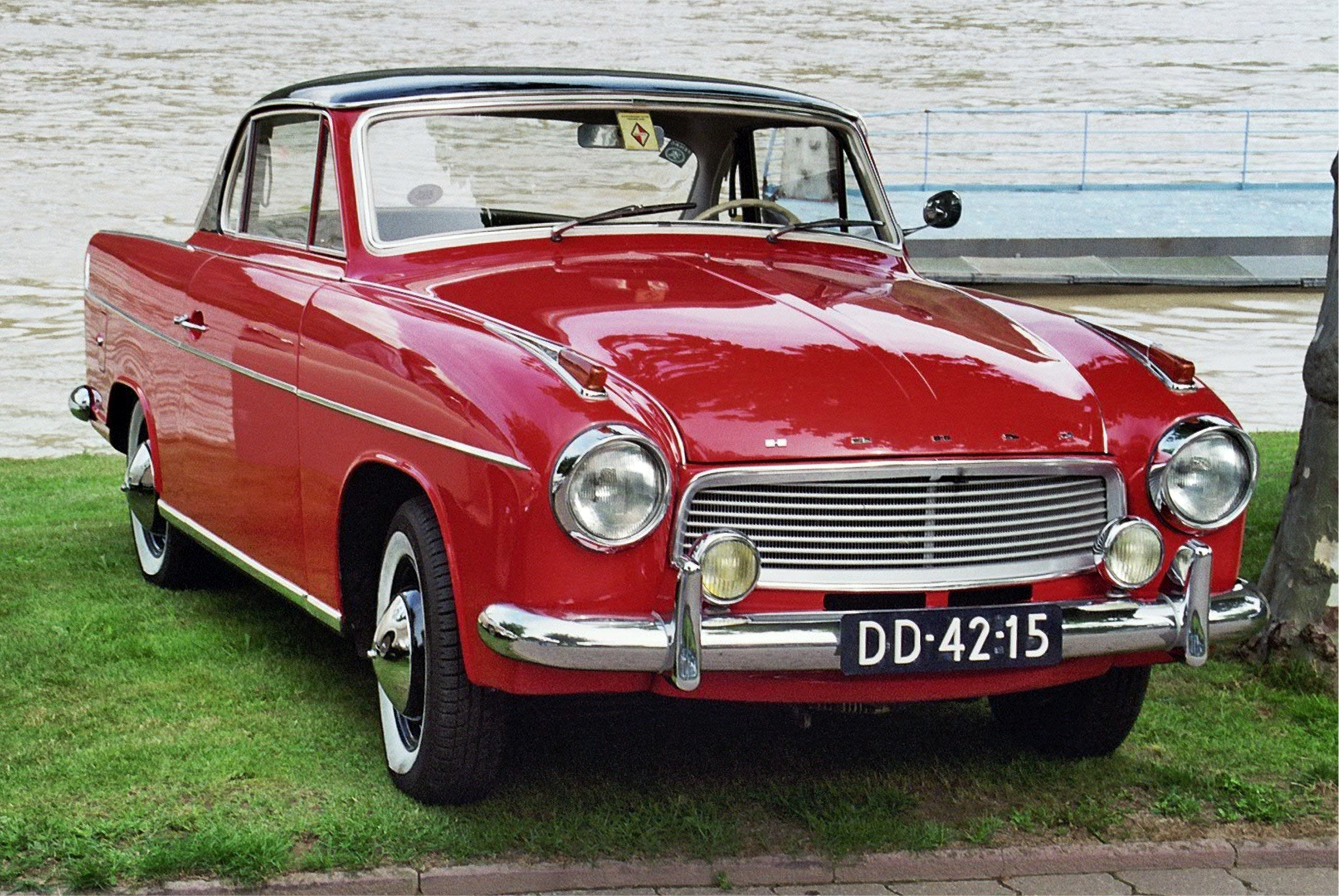
Hansa 1100 Coupé

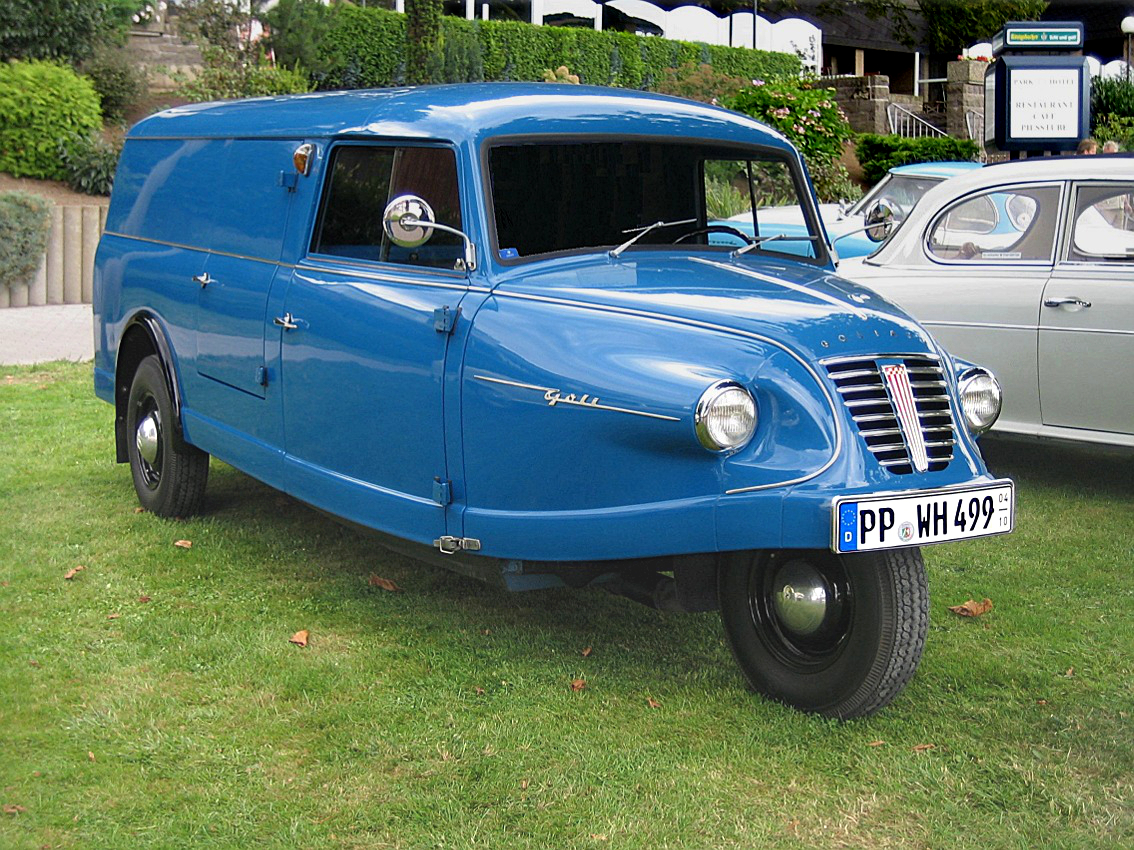
„Goli“ de 1959

## Le début de la marque
La compagnie Goliath-Werke Borgward & Co. a été créée par Carl F. W. Borgward et Wilhelm Tecklenborg en 1928. Le premier modèle était un camion à trois roues dérivé du Blitzkarren construit également par Borgward auparavant. Le premier véhicule-passager était le Goliath Pionier datant de 1931 qui avait également trois roues et un moteur monocylindre. Jusqu'en 1934, 4000 de ces petites voitures ont été produites dans des carrosseries différentes.

## Automobiles après la Seconde Guerre mondiale

### Voitures-passagers
Il s’agissait de berlines à traction avant et comportant deux portes.
- Goliath GP 700 (1950-1957) – moteur : bicylindre, deux-temps, refroidissement à eau. En 1952, Bosch introduisit le système d’injection directe, environ en même temps que le Gutbrod Superior 600. C’était les deux premiers véhicules à utiliser cette technologie.
- Goliath GP 900 E (1955-1957) – moteur : bicylindre, deux-temps, refroidissement à eau, système d’injection directe de Bosch.
- Goliath 1100 (1957-1958) – moteur : quatre cylindres, deux-temps, refroidissement à eau.

### Camions légers

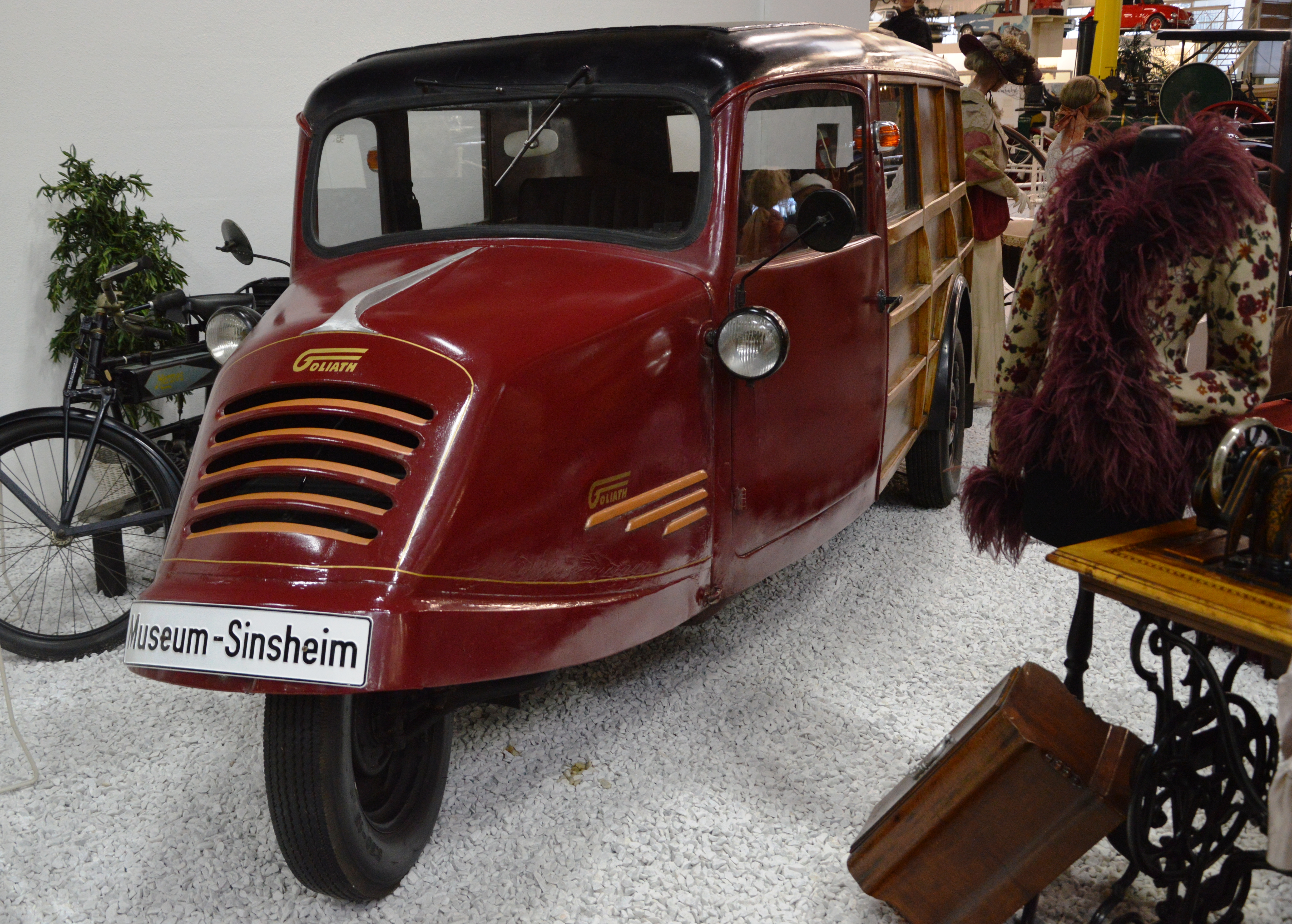
Goliath GD 750 de 1952

Les petites camions légers, simple et bon marché à trois roues étaient typique en Allemagne dans les années après la Seconde Guerre mondiale et emblématiques pour le Wirtschaftswunder.
- Goliath GD 750, trois-roues (1949-1955)
- Goli, trois-roues (1955-1961)
- Goliath GV 800 (1951-1953)
- Goliath Express (1953-1961)
- Goliath Hansa 1100 (1958-1961)

## La fin de la marque
À partir de 1958, le modèle Goliath Hansa 1100 était vendu sous la marque Hansa. Le groupe Borgward voulait se séparer de l’image du trois-roues.
Trois ans plus tard, en 1961, le groupe Borgward a fait faillite.
- Hansa 1300 (1961) : Le dernier essai de la maison Goliath était le modèle Hansa 1300, un véhicule dont la carrosserie a été conçue par Pietro Frua en Italie.